# Otto Schaude

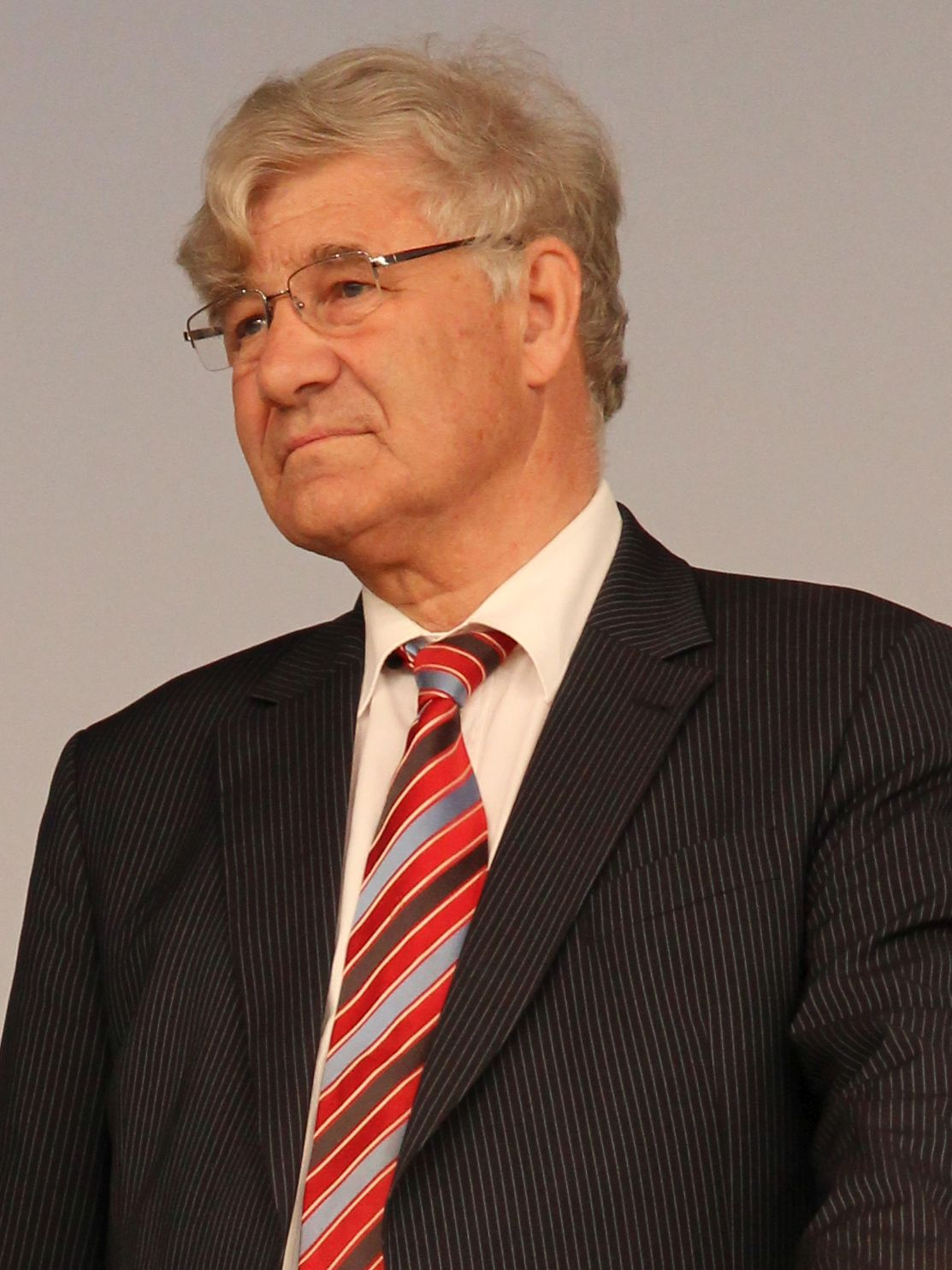
Otto Schaude 2011

Otto Schaude (* 15. Juni 1944 in Wippingen im Alb-Donau-Kreis; † 27. September 2016 in Eningen unter Achalm) war ein deutscher Pädagoge und ein bedeutender Vertreter des Pietismus innerhalb der Evangelischen Landeskirche in Württemberg. Von 2010 bis 2016 war er Bischof der Evangelisch-Lutherischen Kirche Ural, Sibirien und Ferner Osten (ELKUSFO).

## Leben
Otto Schaude war der Sohn eines Landwirts. Er besuchte von 1954 bis 1963 das Kepler-Gymnasium Ulm und studierte von 1963 bis 1965 an der Pädagogischen Hochschule in Reutlingen. Die erste Lehramtsprüfung für Grund- und Hauptschulen bestand er 1965, die zweite Lehramtsprüfung 1968. Anschließend wurde er Lehrer der Grund- und Hauptschule im Reutlinger Ortsteil Orschel-Hagen. 1968 qualifizierte er sich zum Ausbildungslehrer für Grund- und Hauptschule, 1970 zum Multiplikator für Mathematik an Grund- und Hauptschulen. Von 1970 bis 1975 war er Leiter der Grundschule in Reutlingen-Altenburg. Von 1975 bis 1991 leitete er die 1973 von ihm mitgegründete Freie Evangelische Schule in Reutlingen als damals jüngster Rektor in Baden-Württemberg. Schaude initiierte die Arbeitsgemeinschaft Evangelischer Bekenntnisschulen (AEBS) wesentlich mit und hat bei der Gründung von etwa 30 christlichen Bekenntnisschulen mitgewirkt.
Von 1983 bis 2008 gehörte er der Synode der Evangelischen Landeskirche in Württemberg an, wo er Vorsitzender des Ausschusses für Jugend und Bildung und dann im Theologischen Ausschuss, im Ältestenrat und Vertreter des Gesprächskreises „Lebendige Gemeinde“ war. Er war Vorsitzender des Evangelischen Schulwerkes für Württemberg und stand von 1991 bis 2008 dem Altpietistischen Gemeinschaftsverband Württemberg vor, dem mit 35 Predigern und rund 500 ehrenamtlichen Mitarbeitern größten innerkirchlichen Gemeinschaftsverband der Altpietisten, in dem er zuvor schon ehrenamtlich tätig war. 
Seit 2008 war Schaude pensioniert. Auf Anfrage der Liebenzeller Mission um Unterstützung der evangelischen Christen in Sibirien reiste er 2009 mehrfach dorthin und schulte Mitarbeiter. Auf Bitte der Leitung der ELKUSFO erklärte er sich bereit für das Bischofsamt. Am 23. Oktober 2010 wurde er von den 23 Synodalen der 19. Synode der ELKUSFO einstimmig, mit einer Enthaltung, zum ehrenamtlichen Bischof der Evangelisch-Lutherischen Kirche Ural, Sibirien und Ferner Osten (ELKUSFO) mit Sitz in Omsk/Sibirien gewählt, das größte lutherische Bistum der Welt, das sich vom Ural bis zum Pazifik über sieben Zeitzonen erstreckt.
Die Amtseinführung Schaudes erfolgte am 24. Oktober 2010 im Kirchen- und Kulturzentrum Christuskirche in Omsk, dem ersten Kirchenneubau in Russland seit der Oktoberrevolution, unter Anwesenheit des russisch-orthodoxen Metropoliten von Omsk.
Die ELKUSFO – eine Gliedkirche der Evangelisch-Lutherischen Kirche in Russland, der Ukraine, in Kasachstan und Mittelasien (ELKRAS) – ist die territorial größte lutherische Kirche der Welt und auch die territorial größte Kirche auf dem Gebiet der ehemaligen Sowjetunion. Sie betreut 20 Pfarrer. Der Bischof der ELKUSFO gehört kraft seines Amtes dem Bischofsrat der ELKRAS an. Der Vorgänger von Schaude, August Kruse, wurde 2009 Erzbischof der ELKRAS.

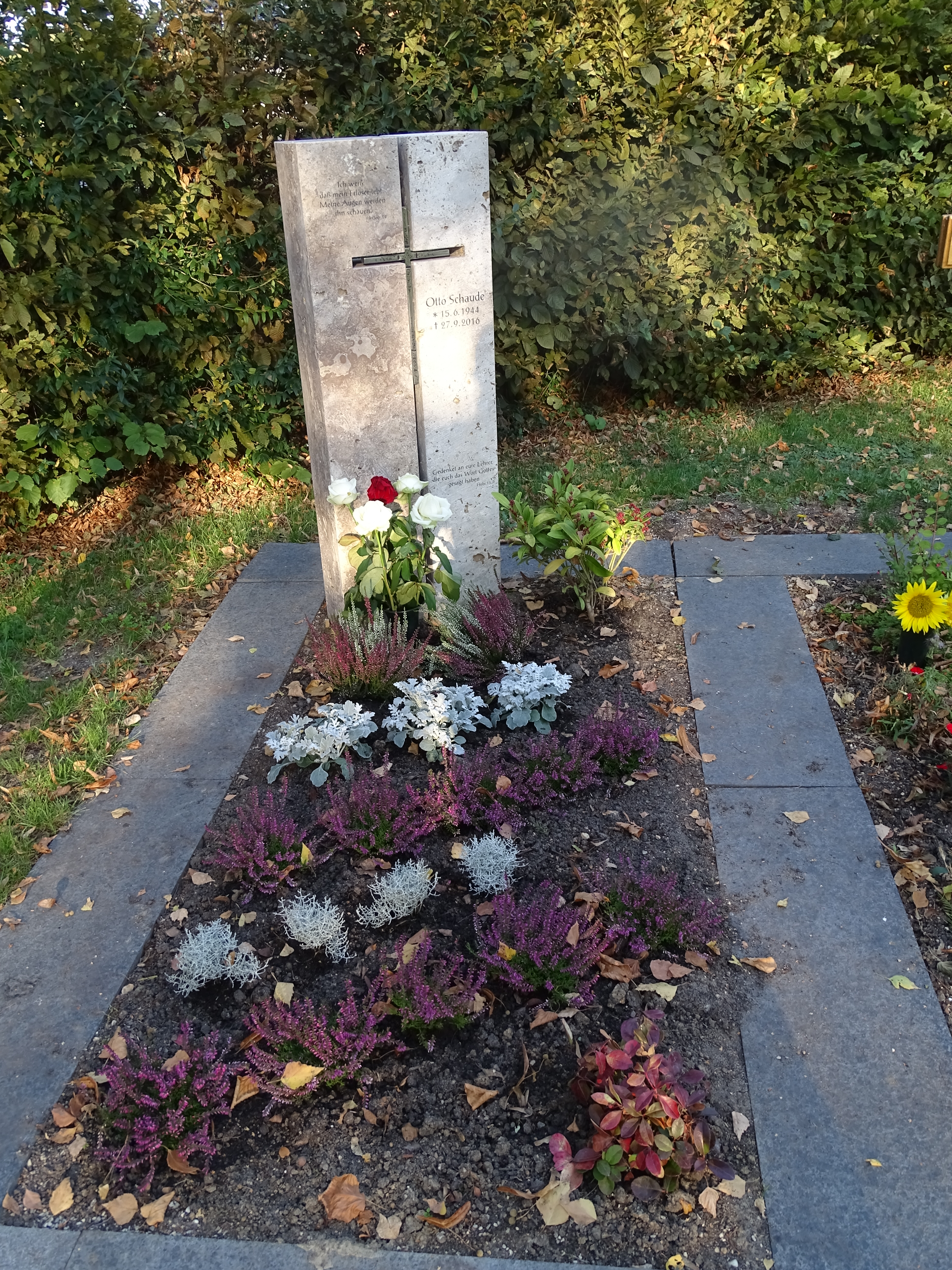
Grab von Otto Schaude auf dem Friedhof in Reutlingen-Reicheneck

Im September 2016 erlag er einer Krebserkrankung. Sein Grab befindet sich an seinem letzten Wohnort in Reutlingen-Reicheneck. Er hinterließ seine Frau Brigitte und vier Kinder sowie 10 Enkelkinder.

## Auszeichnungen
- 2008: die silberne Johannes-Brenz-Medaille der Evangelischen Landeskirche in Württemberg, überreicht durch Landesbischof Frank Otfried July.[7]

## Veröffentlichungen
- Mehrere Bände der Schriftenreihe im Gnadauer Gemeinschaftsverband:
  - Heft 1: Familie nach der Bibel.
  - Heft 5: Mit der Bibel aufwachsen.
  - Heft 6: Alt und Jung – miteinander.
  - Heft 12: Pädagogische Entdeckungen in der Bibel.
- als Herausgeber mit Burghard Affeld und Else Diehl: Erzähl mir von Gott. Mein Glaubensbuch. Ein Kinderkatechismus. Brockhaus, Wuppertal 1986, ISBN 3-417-24070-0.
- als Herausgeber mit Dieter Velten: Ratgeber Erziehung. Ein Elternbuch (= ABC-Team 474). Brockhaus, Wuppertal u. a. 1991, ISBN 3-417-12474-3.
- Verschiedene Zeitschriften-Aufsätze.
- Schriftleitung der Zeitschrift gemeinschaft des Evangelischen Gemeinschaftsverbandes Württemberg, ZDB-ID 1123850-1.